# Odontocraspeda
Odontocraspeda là một chi bướm đêm thuộc họ Geometridae.